# Flotilla a Gaza de 2024
En abril de 2024, la IHH (Fundación para los Derechos Humanos, las Libertades y la Ayuda Humanitaria), GONGO respaldada por el gobierno turco, planea lanzar un convoy de barcos a Gaza. IHH forma parte de la fundación Ttilaf al-Khair, una organización benéfica islámica que respalda al grupo militante Hamás y la Unión del Bien . En abril de 2024, IHH organizó un envío de equipos y ayuda para la Franja de Gaza gobernada por Hamás . Según Jean-Louis Bruguiere, jefe de la unidad antiterrorista de Francia y coordinador para la Unión Europea en un programa de seguimiento de la financiación del terrorismo dirigido conjuntamente con Estados Unidos, IHH tiene vínculos con Al Qaeda y conspiraciones terroristas en Estados Unidos . IHH también ha sido acusado de tráfico de armas en Libia . IHH había organizado un envío de ayuda en 2010 que fue interceptado por la Armada israelí durante el cual 10 activistas turcos de IHH murieron después de enfrentarse con las FDI .
El envío de 2024 incluyó barcos del Líbano, Libia y Turquía . El envío respaldado por el gobierno turco se produjo después de que a principios de abril el parlamento turco llamara “ Muerte a Israel ” y el presidente turco Erdogan dijera que Israel era peor que la Alemania nazi . 

## Fondo
IHH tiene vínculos con Al Qaeda, incluidos complots como el intento de atentado con bomba de Al Qaeda en el aeropuerto internacional de Los Ángeles en 1999, según NBC. IHH ha sido acusado de tráfico de armas en Libia.   IHH cuenta con el apoyo del gobierno turco .  En la década de 1990, los miembros del IHH se unieron a los combatientes en Bosnia y Chechenia . 
Jean-Louis Bruguiere, un juez de instrucción que dirigió la unidad antiterrorista de Francia durante casi 20 años y luego fue el coordinador para la Unión Europea en un programa de seguimiento del financiamiento del terrorismo dirigido conjuntamente con Estados Unidos, dijo a Associated Press en una entrevista telefónica que IHH ha vínculos de larga data con el terrorismo y la Jihad . El juez dijo que IHH ayudó a Al Qaeda cuando Osama Bin Laden quiso atacar objetivos estadounidenses. Varios miembros tenían vínculos directos con Al Qaeda, señalando a miembros de la célula Fateh Kamel que trabajaban en IHH. IHH niega tener vínculos con organizaciones consideradas organizaciones terroristas por Estados Unidos y la Unión Europea.  
En 1998, una redada de la policía francesa y turca en Estambul en las oficinas de IHH encontró armas y documentos incriminatorios.  El experto estadounidense en terrorismo Evan F. Kohlmann dijo en un informe de 2006 que se sospechaba que el jefe del IHH, Bulent Yildrim, estaba “reclutando para la Jihad”.  La fundación Al khair (la organización a la que pertenece IHH) después del ataque del 7 de octubre había realizado financiación colectiva para Hamás.  
Según The Guardian, IHH es de interés para varias agencias de inteligencia de seguridad debido a sus vínculos con grupos terroristas.  El ex comandante británico de las fuerzas británicas en Afganistán, Richard Kemp, describió a los activistas en una misión del IHH como “activistas violentos”. 
En 2008, la organización fue prohibida por el entonces ministro de Defensa israelí, Ehud Barak, debido a su membresía en la " Unión del Bien ", una organización de hermandad musulmana de múltiples organizaciones benéficas que fue sancionada por el Departamento del Tesoro de los Estados Unidos debido a su financiación de.  El IHH había establecido estrechas relaciones con el partido AKP de Erdogan, que había formado el gobierno turco durante la mayor parte del siglo XXI y había ayudado a Erdogan a conseguir el apoyo conservador musulmán en las elecciones.  
IHH había organizado un envío de ayuda a la Franja de Gaza gobernada por Hamás en 2010 sin coordinación ni permiso de Israel. El envío fue interceptado por la Armada israelí, durante el cual varios activistas del IHH murieron tras enfrentamientos con las FDI. En 2011, el informe Palmer de las Naciones Unidas concluyó que la acción israelí era legal y en 2016 Turquía retiró las acciones legales contra los oficiales israelíes involucrados en la acción.   El IHH fue acusado de tráfico de armas en Libia y de promover los intereses turcos en la guerra civil siria. 
En 2010 se cerraron las oficinas de IHH en Alemania por apoyar y proporcionar fondos a Hamás .  En septiembre de 2023, Israel interceptó 16 toneladas de explosivos desde Turquía hasta Gaza.  
El envío respaldado por el gobierno turco estaba previsto que se realizara después de que, a principios de abril de 2024, el parlamento turco llamara “Muerte a Israel” y el presidente turco Erdogan dijera que Israel era peor que la Alemania nazi .  El presidente turco dijo que recibirá en Turquía al líder de Hamás, considerada una organización terrorista en Estados Unidos y la Unión Europea. En el mismo evento, el presidente turco Erdogan culpó a los operadores sionistas de orquestar golpes de estado en Turquía desde la década de 1980.   